# Liste der Kulturdenkmale in Niesky

Wappen von Niesky

In der Liste der Kulturdenkmale in Niesky sind die Kulturdenkmale der sächsischen Stadt Niesky verzeichnet, die bis September 2024 vom Landesamt für Denkmalpflege Sachsen erfasst wurden (ohne archäologische Kulturdenkmale). Die Anmerkungen sind zu beachten.
Diese Aufzählung ist eine Teilmenge der Liste der Kulturdenkmale im Landkreis Görlitz.

## Niesky
| Bild                                    | Bezeichnung | Lage | Datierung                                                                          | Beschreibung | ID       |
| --------------------------------------- | --- | --- | ---------------------------------------------------------------------------------- | --- | -------- |
| Direkt Bild zu diesem Denkmal hochladen | Anlagen der Brüdergemeine (Sachgesamtheit); Schwesternplantage | (im Westen Nieskys nördlich der Bautzener Straße) (Karte)                                                                                       | Ab 1797                                                                            | Sachgesamtheit Anlagen der Brüdergemeine, Schwesternplantage: Parkanlage der Brüdergemeine im Westen Nieskys nördlich der Bautzener Straße, mit Anhöhe „Sonnenhügel“, von dem strahlenförmig in Richtung Niesky geradlinige Wege verlaufen (siehe auch Sachgesamtheiten Parkanlage Heinrichsruh, 09269697, Parkanlage Monplaisir, 09269696, Parkanlage Astrachan, 09269695 und Friedhof der Brüdergemeine, 09269354); ortsbildprägend und ortsgeschichtlich von Bedeutung | 09269698 |
| Direkt Bild zu diesem Denkmal hochladen | Anlagen der Brüdergemeine (Sachgesamtheit); Heinrichsruh | (im Südwesten Nieskys an der Gemarkungsgrenze zu Jänkendorf, heute Seer Straße) (Karte)                                                         | 2. Hälfte 18. Jahrhundert                                                          | Sachgesamtheit Anlagen der Brüdergemeine, Heinrichsruh: Parkanlage der Brüdergemeine im Südwesten Nieskys an der Gemarkungsgrenze zu Jänkendorf (heute Seer Straße), (siehe auch Sachgesamtheiten Parkanlage Schwesternplantage, 09269698, Parkanlage Monplaisir, 09269696, Parkanlage Astrachan, 09269695 und Friedhof der Brüdergemeine, 09269354); ortsbildprägend und ortsgeschichtlich von Bedeutung | 09269697 |
| Direkt Bild zu diesem Denkmal hochladen | Anlagen der Brüdergemeine (Sachgesamtheit); Monplaisir | (im Südosten Nieskys an der Gemarkungsgrenze zu Ödernitz) (Karte)                                                                               | Ab Ende 18. Jahrhundert                                                            | Sachgesamtheit Anlagen der Brüdergemeine, Monplaisir: Parkanlage der Brüdergemeine im Südosten Nieskys an der Gemarkungsgrenze zu Ödernitz, mit aufgeschüttetem fünf Meter hohem Hügel, einem System verschlungener Pfade, seltenen Laubbäumen (siehe auch Einzeldenkmal Schordansäule, 09300587 und die Sachgesamtheiten Parkanlage Heinrichsruh, 09269697, Parkanlage Schwesternplantage, 09269698, Parkanlage Astrachan, 09269695 und Friedhof der Brüdergemeine, 09269354); ortsbildprägend und ortsgeschichtlich von Bedeutung | 09269696 |
| Direkt Bild zu diesem Denkmal hochladen | Anlagen der Brüdergemeine (Sachgesamtheit); Astrachan | (im Nordosten Nieskys nördlich der Horkaer Straße und westlich der heutigen Robert-Koch-Straße) (Karte)                                         | 2. Hälfte 18. Jahrhundert                                                          | Sachgesamtheit Anlagen der Brüdergemeine, Astrachan: Parkanlage der Brüdergemeine im Nordosten Nieskys nördlich der Horkaer Straße und westlich der heutigen Robert-Koch-Straße (siehe auch Sachgesamtheiten Parkanlage Heinrichsruh, 09269697, Parkanlage Monplaisir, 09269696, Parkanlage Schwesternplantage, 09269698 und Friedhof der Brüdergemeine, 09269354); ortsbildprägend und ortsgeschichtlich von Bedeutung | 09269695 |
| Direkt Bild zu diesem Denkmal hochladen | Schordan-Säule für Carl Friedrich Schordan (1792–1870) (Einzeldenkmale zu ID-Nr. 09269696) | (im Südosten Nieskys an der Gemarkungsgrenze zu Ödernitz) (Karte)                                                                               | 1882                                                                               | Einzeldenkmal der Sachgesamtheit Anlagen der Brüdergemeine, Monplaisir; ortsgeschichtlich von Bedeutung | 09300587 |
| Weitere Bilder                          | Gedenkstein für Landjäger Scholz | (an der Straße nach See) (Karte) | Nach 1931                                                                          | Ortsgeschichtlich von Bedeutung; nach 2014 von der Denkmalliste gestrichen | 09269542 |
| Weitere Bilder                          | Wartthurm (Aussichtsturm) | (nordwestlich der Schwesternplantage) (Karte)                                                                                                   | Bezeichnet mit 1835                                                                | Ersetzte einen alten, hölzernen Aussichtsturm, der 1833 bei einem Sturm einstürzte, die heutigen Messingtafeln stammen aus dem Jahr 1935, baugeschichtlich und ortsgeschichtlich von Bedeutung | 09269259 |
| Weitere Bilder                          | Bahnhof mit Empfangsgebäude, Aborten und Güterschuppen | Am Bahnhof 7 (Karte) | 1874                                                                               | Eisenbahnstrecke Kohlfurt–Hoyerswerda; baugeschichtlich und eisenbahngeschichtlich von Bedeutung | 09269316 |
| Weitere Bilder                          | Anlagen der Brüdergemeine (Sachgesamtheit); Friedhof | Am Gottesacker (Karte) | Ab 1743 (ab Bestehen der Brüdergemeine)                                            | Sachgesamtheit Anlagen der Brüdergemeine, Friedhof, mit folgenden Einzeldenkmalen: Eingangstor zum Gottesacker und Denkmal für die Gefallenen des Ersten Weltkrieges (siehe auch Einzeldenkmale 09300588) sowie sämtliche Grabplatten als Sachgesamtheitsteile (siehe auch Sachgesamtheiten Parkanlage Heinrichsruh 09269697, Parkanlage Monplaisir 09269696, Parkanlage Astrachan 09269695 und Parkanlage Schwesternplantage 09269698); ortsbildprägend und ortsgeschichtlich von Bedeutung | 09269354 |
| Weitere Bilder                          | Eingangstor zum Gottesacker und Denkmal für die Gefallenen des Ersten Weltkrieges (Einzeldenkmale zu ID-Nr. 09269354)                                                                               | Am Gottesacker (Karte) | Nach 1918                                                                          | Einzeldenkmale der Sachgesamtheit Anlagen der Brüdergemeine, Friedhof; ortsgeschichtlich von Bedeutung | 09300588 |
| Weitere Bilder                          | Sowjetischer Ehrenfriedhof (Sachgesamtheit) | Am kurzen Haag (Karte) | Nach 1945                                                                          | Sachgesamtheit Sowjetischer Ehrenfriedhof mit folgendem Einzeldenkmal: Kriegerdenkmal für gefallene sowjetische Soldaten (siehe Einzeldenkmal 09269352) sowie Friedhof; ortsgeschichtlich von Bedeutung | 09303211 |
| Weitere Bilder                          | Kriegerdenkmal für gefallene sowjetische Soldaten (Einzeldenkmal zu ID-Nr. 09303211) | Am kurzen Haag (Karte) | 1946                                                                               | Einzeldenkmal der Sachgesamtheit Sowjetischer Ehrenfriedhof; ortsgeschichtlich von Bedeutung | 09269352 |
| Direkt Bild zu diesem Denkmal hochladen | Waldfriedhof (Sachgesamtheit) | Am langen Haag (Karte) | Um 1900 (Soldatenfriedhof); nach 1945 (Grabmal VdN/OdF und Kriegerdenkmal)         | Sachgesamtheit Waldfriedhof (Kommunaler Friedhof) mit folgenden Einzeldenkmalen: Aufbahrungshalle, VVN-Denkmal sowie zwei Denkmale für die Gefallenen des Zweiten Weltkrieges (siehe Einzeldenkmale 09269384) sowie Friedhof mit Wegesystem (Gartendenkmal); ortsgeschichtlich von Bedeutung | 09303212 |
| Direkt Bild zu diesem Denkmal hochladen | Aufbahrungshalle, VVN-Denkmal sowie zwei Denkmale für die Gefallenen des Zweiten Weltkrieges (Einzeldenkmale zu ID-Nr. 09303212)                                                                    | Am langen Haag (Karte) | Um 1900 (Soldatenfriedhof); nach 1945 (Grabmal VdN/OdF und Kriegerdenkmal)         | Einzeldenkmale des Sachgesamtheit Waldfriedhof (Kommunaler Friedhof); ortsgeschichtlich von Bedeutung | 09269384 |
| Weitere Bilder                          | Wohnhaus des Fabrikbesitzers Friedrich Christoph, mit Garten und Einfriedung | Am Markt 1 (Karte) | 1892                                                                               | Baugeschichtlich und ortsgeschichtlich von Bedeutung | 09269421 |
| Direkt Bild zu diesem Denkmal hochladen | Produktionshalle I,K,L und sich anschließende Halle N des Waggonbaus der ehemaligen Firma Christoph & Unmack (Waggonbau Niesky)                                                                     | Am Waggonbau 11 (Karte) | 1920–1921                                                                          | Singulär, von besonderer geschichtlicher Bedeutung | 09269550 |
| Direkt Bild zu diesem Denkmal hochladen | Forsthaus Niederheide mit Backofen | Am Wald 9 (Karte) | Um 1900                                                                            | Mit Anklängen aus dem Heimatstil, baugeschichtlich von Bedeutung | 09269724 |
| Direkt Bild zu diesem Denkmal hochladen | Ländliches Wohnhaus | August-Bebel-Straße 6 (Karte) | Um 1860                                                                            | Baugeschichtlich von Bedeutung | 09269412 |
| Weitere Bilder                          | Doppelwohnhaus in offener Bebauung | Bahnhofstraße 7, 9 (Karte) | 1920er Jahre                                                                       | Firma Christoph und Unmack für Holz-Fertigteilhäuser in Niesky, baugeschichtlich von Bedeutung | 09269495 |
| Direkt Bild zu diesem Denkmal hochladen | Brüderhaus der Unität, mit rückwärtigen Gebäuden | Bautzener Straße 2, 4, 4a (Karte) | 1752                                                                               | Siehe auch Zinzendorfplatz 16, baugeschichtlich, ortsgeschichtlich und städtebaulich von Bedeutung | 09300772 |
| Direkt Bild zu diesem Denkmal hochladen | Wohnhaus in offener Bebauung | Bautzener Straße 6 (Karte) | Nach 1900                                                                          | Späthistoristische Fassade, baugeschichtlich von Bedeutung | 09269348 |
| Direkt Bild zu diesem Denkmal hochladen | Doppelmietshaus in offener Bebauung | Bautzener Straße 8, 10 (Karte) | Nach 1900                                                                          | Späthistoristische Fassade, baugeschichtliche Bedeutung | 09269349 |
|                                         | Gebäude der Diakonissenanstalt Emmaus (Sachgesamtheit) | Bautzener Straße 12, 18, 18a, 21, 30 (Höhnestraße 2; Muskauer Straße 13; Lessingstraße 4, 6; Plittstraße 13, 22, 26; Poststraße 16, 20) (Karte) | 1890–1930                                                                          | Sachgesamtheit Gebäude der Diakonissenanstalt Emmaus bestehend aus folgenden Einzeldenkmalen: Wohnhaus Haus Friederike Fliedner (Einzeldenkmal Bautzener Straße 12, 09269278), Wohnhaus Haus Gruhl (Einzeldenkmal Bautzener Straße 18, 18a, 09269275), Verwaltungsgebäude Haus Plitt (Einzeldenkmal Bautzener Straße 21, 09269274), Wohnhaus Haus Abendruhe (Einzeldenkmal Bautzener Straße 30, 09269266), Wohnhaus Haus Abendfrieden (Einzeldenkmal Höhnestraße 2, 09269267), Wohnhaus Haus Zinzendorfheim (Einzeldenkmal Muskauer Straße 13, 09269294), sogenanntes Kutscherhaus (Einzeldenkmale Lessingstraße 4, 09269271), Wohnhaus (Einzeldenkmal Lessingstraße 6, 09269272), Altes Krankenhaus Emmaus (Einzeldenkmal Plittstraße 13, 09269263), Haus Waldheim (Einzeldenkmal Plittstraße 22, 09269262), Pfarrhaus von Emmaus (Einzeldenkmal Plittstraße 26, 09269261), Wohnhaus Luisenruh (Einzeldenkmal Poststraße 16, 09269280), Villa Haus Sorgenfrei (Einzeldenkmal Poststraße 20, 09269260); baugeschichtlich und ortsgeschichtlich von Bedeutung | 09300591 |
|                                         | Wohnhaus Friederike Fliedner (Einzeldenkmal zu ID-Nr. 09300591) | Bautzener Straße 12 (Karte) | Um 1900                                                                            | Einzeldenkmal der Sachgesamtheit Gebäude der Diakonissenanstalt Emmaus; herrschaftliches Gebäude mit Zierfachwerk, baugeschichtlich und ortsgeschichtlich von Bedeutung | 09269278 |
|                                         | Villenartiges Wohnhaus | Bautzener Straße 14 (Karte) | Um 1900                                                                            | Putzbau mit Zierelementen und Ecktürmchen, baugeschichtlich von Bedeutung | 09269277 |
| Direkt Bild zu diesem Denkmal hochladen | Wohnhaus in offener Bebauung | Bautzener Straße 16 (Karte) | Um 1890                                                                            | Baugeschichtlich von Bedeutung | 09269276 |
| Direkt Bild zu diesem Denkmal hochladen | Wohnhaus in offener Bebauung (Einzeldenkmal zu ID-Nr. 09300591); | Bautzener Straße 18, 18a (Karte) | Bezeichnet mit 1891                                                                | Einzeldenkmal der Sachgesamtheit Gebäude der Diakonissenanstalt Emmaus; baugeschichtlich und ortsgeschichtlich von Bedeutung | 09269275 |
|                                         | Verwaltungsgebäude (Einzeldenkmal zu ID-Nr. 09300591) | Bautzener Straße 21 (Karte) | Um 1900                                                                            | Einzeldenkmal der Sachgesamtheit Gebäude der Diakonissenanstalt Emmaus; baugeschichtlich und ortsgeschichtlich von Bedeutung | 09269274 |
| Weitere Bilder                          | Villa mit Einfriedung | Bautzener Straße 22 (Karte) | Um 1900                                                                            | Einflüsse des Landhausstils, baugeschichtlich von Bedeutung | 09269264 |
| Direkt Bild zu diesem Denkmal hochladen | Wohnhaus in offener Bebauung mit Einfriedung und Tor | Bautzener Straße 23 (Karte) | 1920er Jahre                                                                       | Zeitgenössische Formensprache, baugeschichtlich von Bedeutung | 09269273 |
| Direkt Bild zu diesem Denkmal hochladen | Villenartiges Wohnhaus | Bautzener Straße 28 (Karte) | Um 1900                                                                            | Putzbau mit übergiebeltem Mittelrisalit und Zierfachwerk, baugeschichtlich von Bedeutung | 09269265 |
| Direkt Bild zu diesem Denkmal hochladen | Haus Abendruhe: Wohnhaus (Einzeldenkmal zu ID-Nr. 09300591) | Bautzener Straße 30 (Karte) | Um 1900                                                                            | Einzeldenkmal der Sachgesamtheit Gebäude der Diakonissenanstalt Emmaus; baugeschichtlich und ortsgeschichtlich von Bedeutung | 09269266 |
| Weitere Bilder                          | Villenartiges Wohnhaus | Bautzener Straße 40 (Karte) | 1907                                                                               | Aufwändige Fassade mit Putzdekor, baugeschichtlich von Bedeutung | 09269269 |
| Direkt Bild zu diesem Denkmal hochladen | Wohnhaus in offener Bebauung | Bautzener Straße 42 (Karte) | Um 1900                                                                            | Ungewöhnliche Gestaltung mit auskragender Holzveranda, baugeschichtlich von Bedeutung | 09269507 |
| Direkt Bild zu diesem Denkmal hochladen | Doppelwohnhaus | Bautzener Straße 44, 46 (Karte) | Um 1900                                                                            | Einfacher Putzbau für Postangestellte, baugeschichtlich und sozialgeschichtlich von Bedeutung | 09269505 |
| Weitere Bilder                          | Wohnhaus | Bautzener Straße 48 (Karte) | Um 1900                                                                            | Einfacher Putzbau für Postangestellte, baugeschichtlich und sozialgeschichtlich von Bedeutung | 09269506 |
| Direkt Bild zu diesem Denkmal hochladen | Doppelwohnhaus | Birkenweg 1, 3 (Karte) | 1923                                                                               | Firma Christoph und Unmack für Holz-Fertigteilhäuser in Niesky, baugeschichtlich von Bedeutung | 09269539 |
| Direkt Bild zu diesem Denkmal hochladen | Doppelwohnhaus | Blockhausstraße 1, 3 (Karte) | 1927                                                                               | Firma Christoph und Unmack für Holz-Fertigteilhäuser in Niesky, baugeschichtlich von Bedeutung | 09269369 |
| Direkt Bild zu diesem Denkmal hochladen | Doppelwohnhaus | Blockhausstraße 5, 7 (Karte) | 1937                                                                               | Firma Christoph und Unmack für Holz-Fertigteilhäuser in Niesky, baugeschichtlich von Bedeutung | 09269368 |
|                                         | Doppelwohnhaus | Blockhausstraße 9, 11 (Karte) | 1927                                                                               | Firma Christoph und Unmack für Holz-Fertigteilhäuser in Niesky, baugeschichtlich von Bedeutung | 09269367 |
|                                         | Doppelwohnhaus | Blockhausstraße 13, 15 (Karte) | 1927                                                                               | Firma Christoph und Unmack für Holz-Fertigteilhäuser in Niesky, baugeschichtlich von Bedeutung | 09269366 |
| Direkt Bild zu diesem Denkmal hochladen | Doppelwohnhaus | Blockhausstraße 17, 19 (Karte) | 1927                                                                               | Firma Christoph und Unmack für Holz-Fertigteilhäuser in Niesky, baugeschichtlich von Bedeutung | 09269365 |
| Direkt Bild zu diesem Denkmal hochladen | Wohnhaus | Blockhausstraße 21 (Karte) | 1936                                                                               | Firma Christoph und Unmack für Holz-Fertigteilhäuser in Niesky, baugeschichtlich von Bedeutung | 09269364 |
| Direkt Bild zu diesem Denkmal hochladen | Villenartiges Wohnhaus | Christophstraße 2 (Karte) | Um 1890                                                                            | Putzbau mit Zierfachwerk, baugeschichtlich von Bedeutung | 09269391 |
| Direkt Bild zu diesem Denkmal hochladen | Villenartiges Wohnhaus, mit Einfriedung | Christophstraße 5 (Karte) | Um 1905                                                                            | Baugeschichtlich von Bedeutung | 09269392 |
| Direkt Bild zu diesem Denkmal hochladen | Wohnhaus | Christophstraße 10 (Karte) | 1920                                                                               | Holzelementbauweise, baugeschichtlich und städtebaulich von Bedeutung | 09269393 |
|                                         | Doppelwohnhaus und Schuppen | Christophstraße 11, 13 (Karte) | 1921                                                                               | Firma Christoph und Unmack für Holz-Fertigteilhäuser in Niesky, baugeschichtlich von Bedeutung | 09269395 |
|                                         | Doppelwohnhaus | Christophstraße 12, 12a (Karte) | 1921                                                                               | Firma Christoph und Unmack für Holz-Fertigteilhäuser in Niesky, baugeschichtlich von Bedeutung | 09269534 |
| Direkt Bild zu diesem Denkmal hochladen | Wohnhaus | Christophstraße 14, 16 (Karte) | 1920/1921                                                                          | Zweifamilienhaus des Typs „Niesky II“ der Firma Christoph und Unmack für Holz-Fertigteilhäuser in Niesky, baugeschichtlich von Bedeutung | 09269397 |
| Direkt Bild zu diesem Denkmal hochladen | Doppelwohnhaus mit angebautem Schuppen | Christophstraße 15, 17 (Karte) | 1920/1921                                                                          | Firma Christoph und Unmack für Holz-Fertigteilhäuser in Niesky, baugeschichtlich von Bedeutung | 09269396 |
| Direkt Bild zu diesem Denkmal hochladen | Doppelwohnhaus mit angebautem Schuppen | Christophstraße 19, 21 (Karte) | 1920/1921                                                                          | Firma Christoph und Unmack für Holz-Fertigteilhäuser in Niesky, baugeschichtlich von Bedeutung | 09269399 |
| Direkt Bild zu diesem Denkmal hochladen | Doppelwohnhaus mit angebautem Schuppen | Christophstraße 22, 24 (Karte) | 1920/1921                                                                          | Firma Christoph und Unmack für Holz-Fertigteilhäuser in Niesky, baugeschichtlich von Bedeutung | 09269401 |
| Direkt Bild zu diesem Denkmal hochladen | Doppelwohnhaus mit angebautem Schuppen | Christophstraße 23, 25 (Karte) | 1920/1921                                                                          | Firma Christoph und Unmack für Holz-Fertigteilhäuser in Niesky, baugeschichtlich von Bedeutung | 09269400 |
| Direkt Bild zu diesem Denkmal hochladen | Doppelwohnhaus mit angebautem Schuppen | Christophstraße 26, 28 (Karte) | 1920/1921                                                                          | Firma Christoph und Unmack für Holz-Fertigteilhäuser in Niesky, baugeschichtlich von Bedeutung | 09269402 |
| Direkt Bild zu diesem Denkmal hochladen | Doppelwohnhaus mit angebautem Schuppen | Christophstraße 27, 29 (Karte) | 1920/1921                                                                          | Firma Christoph und Unmack für Holz-Fertigteilhäuser in Niesky, baugeschichtlich von Bedeutung | 09269403 |
| Direkt Bild zu diesem Denkmal hochladen | Doppelwohnhaus | Christophstraße 31, 33 (Karte) | 1921                                                                               | Firma Christoph und Unmack für Holz-Fertigteilhäuser in Niesky, baugeschichtlich von Bedeutung | 09269404 |
| Direkt Bild zu diesem Denkmal hochladen | Villenartiges Wohnhaus | Comeniusstraße 4 (Karte) | Um 1920                                                                            | Baugeschichtlich von Bedeutung | 09269310 |
| Direkt Bild zu diesem Denkmal hochladen | Wohnhaus in offener Bebauung | Comeniusstraße 5 (Karte) | Um 1890                                                                            | Putzbau mit dominanten Giebeln und Zier-Fachwerk, baugeschichtlich von Bedeutung von Bedeutung | 09269309 |
| Direkt Bild zu diesem Denkmal hochladen | Reihenhaus | Doeckerplatz 1, 2, 3, 4 (Karte) | Um 1921                                                                            | Firma Christoph und Unmack für Holz-Fertigteilhäuser in Niesky, baugeschichtlich von Bedeutung | 09269374 |
| Direkt Bild zu diesem Denkmal hochladen | Mehrfamilienhaus in offener Bebauung und Schuppen | Doeckerplatz 5, 6, 7, 8 (Karte) | Um 1921                                                                            | Firma Christoph und Unmack für Holz-Fertigteilhäuser in Niesky, baugeschichtlich von Bedeutung | 09269375 |
| Direkt Bild zu diesem Denkmal hochladen | Doppelwohnhaus mit Schuppen | Doeckerweg 1, 2 (Karte) | Um 1921                                                                            | Firma Christoph und Unmack für Holz-Fertigteilhäuser in Niesky, baugeschichtlich von Bedeutung | 09269376 |
| Direkt Bild zu diesem Denkmal hochladen | Mehrfamilienhaus in offener Bebauung | Doeckerweg 3, 4, 5, 6 (Karte) | Um 1921                                                                            | Firma Christoph und Unmack für Holz-Fertigteilhäuser in Niesky, baugeschichtlich von Bedeutung | 09269373 |
| Weitere Bilder                          | Wohnhaus mit angebauter früherer Gaswäsche | Fabrikstraße 2a (Karte) | 1904                                                                               | Letztes weitgehend original erhaltenes Zeugnis des ehemaligen Gaswerkes, baugeschichtlich und ortsgeschichtlich von Bedeutung | 09269554 |
| Weitere Bilder                          | Denkmal für die Gefallenen im Deutsch-Französischen Krieg | Fichtestraße (auf dem Neusärichener Friedhof) (Karte)                                                                                           | Nach 1871                                                                          | Ortsgeschichtlich von Bedeutung | 09269723 |
| Direkt Bild zu diesem Denkmal hochladen | Doppelwohnhaus mit Schuppen | Fritz-Schubert-Straße 12, 14 (Karte) | 1918                                                                               | Firma Christoph und Unmack für Holz-Fertigteilhäuser in Niesky, trotz Veränderungen baugeschichtlich von Bedeutung | 09269382 |
| Direkt Bild zu diesem Denkmal hochladen | Doppelwohnhaus mit Schuppen | Fritz-Schubert-Straße 16, 18 (Karte) | 1918                                                                               | Firma Christoph und Unmack für Holz-Fertigteilhäuser in Niesky, baugeschichtlich von Bedeutung | 09269381 |
|                                         | Wasserturm | Fritz-Schubert-Straße 19 (Karte) | 1913                                                                               | Neoromanische Formensprache, baugeschichtlich und technikgeschichtlich von Bedeutung | 09269553 |
| Direkt Bild zu diesem Denkmal hochladen | Wohnhaus mit Schuppen | Fritz-Schubert-Straße 20 (Karte) | 1918                                                                               | Firma Christoph und Unmack für Holz-Fertigteilhäuser in Niesky, baugeschichtlich von Bedeutung | 09269380 |
| Direkt Bild zu diesem Denkmal hochladen | Doppelwohnhaus und Schuppen | Fritz-Schubert-Straße 24 (Karte) | 1918                                                                               | Firma Christoph und Unmack für Holz-Fertigteilhäuser in Niesky, baugeschichtlich von Bedeutung | 09269379 |
| Direkt Bild zu diesem Denkmal hochladen | Doppelwohnhaus mit Schuppen | Fritz-Schubert-Straße 28, 30 (Karte) | 1919                                                                               | Firma Christoph und Unmack für Holz-Fertigteilhäuser in Niesky, baugeschichtlich von Bedeutung | 09269378 |
| Direkt Bild zu diesem Denkmal hochladen | Doppelwohnhaus in offener Bebauung und Schuppen | Fritz-Schubert-Straße 32, 34 (Karte) | 1919                                                                               | Firma Christoph und Unmack für Holz-Fertigteilhäuser in Niesky, baugeschichtlich von Bedeutung | 09269377 |
| Direkt Bild zu diesem Denkmal hochladen | Wohnhaus mit Schuppen | Fritz-Schubert-Straße 40 (Karte) | 1921                                                                               | Firma Christoph und Unmack für Holz-Fertigteilhäuser in Niesky, baugeschichtlich von Bedeutung | 09269411 |
| Direkt Bild zu diesem Denkmal hochladen | Villa | Gartenstraße 1 (Karte) | Um 1900                                                                            | Späthistoristische Fassade, baugeschichtlich von Bedeutung | 09269279 |
| Direkt Bild zu diesem Denkmal hochladen | Direktorenvilla | Gartenstraße 5 (Karte) | 1912 (Bauakte)                                                                     | Errichtet im Reformstil der Zeit um 1910, baugeschichtlich von Bedeutung | 09269288 |
| Direkt Bild zu diesem Denkmal hochladen | Doppelwohnhaus mit Schuppen | Gerhart-Hauptmann-Straße 6, 8 (Karte) | 1922                                                                               | Firma Christoph und Unmack für Holz-Fertigteilhäuser in Niesky, baugeschichtlich von Bedeutung | 09269312 |
| Direkt Bild zu diesem Denkmal hochladen | Doppelwohnhaus mit Schuppen | Gerhart-Hauptmann-Straße 10, 12 (Karte) | 1922                                                                               | Firma Christoph und Unmack für Holz-Fertigteilhäuser in Niesky, baugeschichtlich von Bedeutung | 09269313 |
| Weitere Bilder                          | Villenartiges Wohnhaus | Gersdorfstraße 4 (Karte) | Um 1905                                                                            | Putzbau mit Mittelrisalit und geschweiftem Giebel, baugeschichtlich von Bedeutung | 09269293 |
| Weitere Bilder                          | Wandbild | Gersdorfstraße 9 (Karte) | 1962/1963                                                                          | Putzritzung am vorderen Giebel des Wohnblocks, Beispiel sozialistischer angewandter Kunst, handwerklich-künstlerisch von Bedeutung | 09269292 |
| Direkt Bild zu diesem Denkmal hochladen | Villenartiges Wohnhaus | Gersdorfstraße 10 (Karte) | Um 1900                                                                            | Putzbau mit Zierfachwerk, Beispiel anspruchsvoller historistischer Architektur, baugeschichtlich von Bedeutung | 09269290 |
| Weitere Bilder                          | Wandbild | Gersdorfstraße 17 (Karte) | 1962/1963                                                                          | Putzritzung am vorderen Giebel des Wohnblocks, Beispiel sozialistischer angewandter Kunst, handwerklich-künstlerisch von Bedeutung | 09269291 |
| Direkt Bild zu diesem Denkmal hochladen | Villenartiges Wohnhaus | Gersdorfstraße 35 (Karte) | Um 1908                                                                            | Putzbau mit Reformstilelementen, baugeschichtlich von Bedeutung | 09269289 |
| Direkt Bild zu diesem Denkmal hochladen | Doppelwohnhaus in offener Bebauung | Goethestraße 1, 3 (Karte) | 1940                                                                               | Letztes Haus der Firma Christoph und Unmack für Holz-Fertigteilhäuser in Niesky, baugeschichtlich von Bedeutung | 09269496 |
| Weitere Bilder                          | Wohnhaus in offener Bebauung (Wachsmannhaus, Direktorenhaus) | Goethestraße 2 (Karte) | 1929                                                                               | Firma Christoph und Unmack für Holz-Fertigteilhäuser, bedeutendes Zeugnis für die Aufnahme moderner Architekturvorstellungen, architekturgeschichtlich und ortsgeschichtlich von Bedeutung | 09269270 |
| Direkt Bild zu diesem Denkmal hochladen | Doppelwohnhaus | Goethestraße 4, 6 (Karte) | 1926                                                                               | Firma Christoph und Unmack für Holz-Fertigteilhäuser in Niesky, baugeschichtlich von Bedeutung | 09269537 |
| Direkt Bild zu diesem Denkmal hochladen | Doppelwohnhaus | Goethestraße 8, 10 (Karte) | 1937                                                                               | Firma Christoph und Unmack für Holz-Fertigteilhäuser in Niesky, baugeschichtlich von Bedeutung | 09269497 |
| Direkt Bild zu diesem Denkmal hochladen | Doppelwohnhaus | Goethestraße 12, 14 (Karte) | 1937                                                                               | Firma Christoph und Unmack für Holz-Fertigteilhäuser in Niesky, baugeschichtlich von Bedeutung | 09269498 |
| Direkt Bild zu diesem Denkmal hochladen | Doppelwohnhaus in offener Bebauung | Goethestraße 20, 22 (Karte) | 1939                                                                               | Firma Christoph und Unmack für Holz-Fertigteilhäuser in Niesky, baugeschichtlich von Bedeutung | 09269499 |
| Direkt Bild zu diesem Denkmal hochladen | Doppelwohnhaus in offener Bebauung | Goethestraße 24, 26 (Karte) | 1939                                                                               | Firma Christoph und Unmack für Holz-Fertigteilhäuser in Niesky, baugeschichtlich von Bedeutung | 09269536 |
| Direkt Bild zu diesem Denkmal hochladen | Allee | Görlitzer Straße (Karte) | 2. Hälfte 18. Jahrhundert                                                          | Im 18. Jahrhundert angelegte Allee aus Winter-Linden, von Süden bis zur ehemaligen Stadtgrenze führend, stadtbildprägend und orthistorisch bedeutsam | 09305710 |
|                                         | Gasthaus | Görlitzer Straße 9 (Karte) | Um 1850                                                                            | Baugeschichtlich und ortsgeschichtlich von Bedeutung | 09269346 |
|                                         | Wohnhaus in geschlossener Bebauung, mit Laden | Görlitzer Straße 15 (Karte) | Um 1895                                                                            | Baugeschichtlich und städtebaulich von Bedeutung | 09269345 |
| Direkt Bild zu diesem Denkmal hochladen | Wohnhaus mit Einfriedung, innen klassizistischer Ofen | Görlitzer Straße 24 (Karte) | 1882                                                                               | Einfluss des Schweizerstils, baugeschichtlich von Bedeutung | 09269344 |
| Weitere Bilder                          | Wohnhaus | Görlitzer Straße 27 (Karte) | Bezeichnet mit 1894                                                                | Putzbau mit Anklängen an den Schweizer Stil, baugeschichtlich von Bedeutung | 09269343 |
| Weitere Bilder                          | Wohnhaus | Görlitzer Straße 29 (Karte) | Um 1900                                                                            | Putzbau mit Anklängen an den Schweizer Stil, baugeschichtlich von Bedeutung | 09269341 |
| Weitere Bilder                          | Wohnhaus in offener Bebauung | Görlitzer Straße 33 (Karte) | 1930er Jahre                                                                       | Typischer Bau in der Formensprache der 1930er Jahre, baugeschichtlich von Bedeutung | 09269339 |
| Direkt Bild zu diesem Denkmal hochladen | Wohnstallhaus und Schuppen eines bäuerlichen Anwesens | Gubener Straße 6 (Karte) | Um 1850                                                                            | Baugeschichtlich und sozialgeschichtlich von Bedeutung | 09269543 |
| Direkt Bild zu diesem Denkmal hochladen | Fabrikantenvilla der Molkerei, mit Garten und Einfriedung | Hausmannstraße 1 (Karte) | 1920/1922                                                                          | Interieur erhalten, baugeschichtlich und ortsgeschichtlich von Bedeutung | 09269308 |
| Direkt Bild zu diesem Denkmal hochladen | Hölzernes Wohnhaus in offener Bebauung | Hausmannstraße 2 (Karte) | 1933                                                                               | Womöglich der Firma Christoph & Unmack, Niesky, baugeschichtlich von Bedeutung | 09269306 |
| Direkt Bild zu diesem Denkmal hochladen | Wohnhaus mit Bohlenbinderdach (Zollinger?) | Hausmannstraße 4 (Karte) | 1920er Jahre                                                                       | Baugeschichtlich von Bedeutung | 09269307 |
| Direkt Bild zu diesem Denkmal hochladen | Wohnhaus in offener Bebauung | Herderstraße 14 (Karte) | 1920er Jahre                                                                       | Firma Christoph und Unmack für Holz-Fertigteilhäuser in Niesky, baugeschichtlich von Bedeutung | 09269500 |
|                                         | Polizeigebäude | Hermann-Klenke-Straße 2 (Karte) | 1950er Jahre                                                                       | Zweiflügeliges Gebäude, weitgehend ursprünglich, baugeschichtlich und ortsgeschichtlich von Bedeutung | 09269389 |
| Direkt Bild zu diesem Denkmal hochladen | Wohnhaus in offener Bebauung | Höhnestraße 1 (Karte) | Um 1900                                                                            | Putzbau mit Einflüssen des Heimatstils, baugeschichtlich von Bedeutung | 09269268 |
|                                         | Haus Abendfrieden: Villenartiges Wohnhaus (Einzeldenkmal zu ID-Nr. 09300591) | Höhnestraße 2 (Karte) | Um 1900                                                                            | Einzeldenkmal der Sachgesamtheit Gebäude der Diakonissenanstalt Emmaus; baugeschichtlich und ortsgeschichtlich von Bedeutung | 09269267 |
| Direkt Bild zu diesem Denkmal hochladen | Wohnhaus (ohne Anbau) und Hofgebäude | Horkaer Straße 5 (Karte) | Vor 1800 (hinterer Riegel O und hinterer Riegel W); um 1850 (Wohnhaus)             | Hofgebäude bestehend aus zwei Teilen, eines der ältesten Häuser der Stadt, baugeschichtlich und städtebaulich von Bedeutung | 09269547 |
| Direkt Bild zu diesem Denkmal hochladen | Wohnhaus in halboffener Bebauung, mit Hintergebäude | Horkaer Straße 7 (Karte) | Um 1850                                                                            | Baugeschichtlich und städtebaulich von Bedeutung | 09269548 |
| Weitere Bilder                          | Spätbarockes Wohnhaus in Ecklage mit östlich anschließendem Wohnhaus mit Saalanbau | Horkaer Straße 8 (Karte) | Um 1800; um 1900                                                                   | Alle drei Gebäude gehören zu Nr. 8, das mittlere Wohnhaus mit Erker und reichem Jugendstildekor, baugeschichtlich und städtebaulich von Bedeutung | 09269425 |
|                                         | Wohnhaus mit flankierenden gegiebelten Risaliten | Horkaer Straße 9 (Karte) | Um 1800 (Wohnhaus); 1. Hälfte 19. Jahrhundert (Risalite)                           | Baugeschichtlich und städtebaulich von Bedeutung | 09269430 |
| Direkt Bild zu diesem Denkmal hochladen | Wohnhaus in geschlossener Bebauung | Horkaer Straße 10 (Karte) | Um 1900                                                                            | Putzbau mit übergiebeltem Seitenrisalit, baugeschichtlich und städtebaulich von Bedeutung | 09269725 |
| Direkt Bild zu diesem Denkmal hochladen | Mühlenhaupt-Villa und Einfriedung | Horkaer Straße 15 (Karte) | Um 1920                                                                            | Ehem. Besitzer Direktor W. Mühlenhaupt, Hauptaktionär von Christoph und Unmack, anspruchsvolle Architektur, baugeschichtlich und ortsgeschichtlich von Bedeutung | 09269311 |
| Direkt Bild zu diesem Denkmal hochladen | Wohnhaus in offener Bebauung | Johannes-R.-Becher-Straße 6 (Karte) | 1939/1940                                                                          | Firma Christoph und Unmack für Holz-Fertigteilhäuser in Niesky, einfachster eingeschossiger Bautyp ohne Dachausbau, baugeschichtlich von Bedeutung | 09269408 |
| Direkt Bild zu diesem Denkmal hochladen | Wohnhaus in offener Bebauung und Hintergebäude | Königshainer Straße 1 (Karte) | Bezeichnet mit 1936 (Wohnhaus); 1930er Jahre (Hinterhaus)                          | Beide Gebäude qualitätvolle konservative Architektur, baugeschichtlich von Bedeutung | 09269351 |
| Direkt Bild zu diesem Denkmal hochladen | Doppelwohnhaus in offener Bebauung | Konrad-Wachsmann-Straße 8, 10 (Karte) | 1923                                                                               | Firma Christoph und Unmack für Holz-Fertigteilhäuser in Niesky, baugeschichtlich von Bedeutung | 09269501 |
|                                         | Dreifachwohnhaus mit Schuppen | Konrad-Wachsmann-Straße 12, 14, 16 (Karte) | 1923                                                                               | Firma Christoph und Unmack für Holz-Fertigteilhäuser in Niesky, baugeschichtlich von Bedeutung | 09269533 |
| Direkt Bild zu diesem Denkmal hochladen | Doppelwohnhaus mit Schuppen | Konrad-Wachsmann-Straße 18, 20 (Karte) | 1923                                                                               | Firma Christoph und Unmack für Holz-Fertigteilhäuser in Niesky, baugeschichtlich von Bedeutung | 09269502 |
|                                         | Dreifachwohnhaus mit Schuppen | Konrad-Wachsmann-Straße 22, 24, 26 (Karte) | 1923                                                                               | Firma Christoph und Unmack für Holz-Fertigteilhäuser in Niesky, baugeschichtlich von Bedeutung | 09269503 |
| Direkt Bild zu diesem Denkmal hochladen | Verkaufsstelle | Konrad-Wachsmann-Straße 32 (Karte) | 1920er Jahre                                                                       | Firma Christoph und Unmack für Holz-Fertigteilhäuser in Niesky, baugeschichtlich von Bedeutung | 09269371 |
|                                         | Dreifachwohnhaus mit Schuppen | Konrad-Wachsmann-Straße 33, 35, 37 (Karte) | 1922                                                                               | Firma Christoph und Unmack für Holz-Fertigteilhäuser in Niesky, baugeschichtlich von Bedeutung | 09269372 |
| Direkt Bild zu diesem Denkmal hochladen | Doppelwohnhaus in offener Bebauung | Konrad-Wachsmann-Straße 34, 36 (Karte) | 1923                                                                               | Firma Christoph und Unmack für Holz-Fertigteilhäuser in Niesky, baugeschichtlich von Bedeutung | 09269370 |
| Direkt Bild zu diesem Denkmal hochladen | Doppelwohnhaus mit Schuppen | Konrad-Wachsmann-Straße 43, 45 (Karte) | 1922                                                                               | Firma Christoph und Unmack für Holz-Fertigteilhäuser in Niesky, baugeschichtlich von Bedeutung | 09269405 |
| Direkt Bild zu diesem Denkmal hochladen | Doppelwohnhaus in offener Bebauung und Schuppen | Konrad-Wachsmann-Straße 47, 49 (Karte) | 1922                                                                               | Firma Christoph und Unmack für Holz-Fertigteilhäuser in Niesky, baugeschichtlich von Bedeutung | 09269406 |
| Direkt Bild zu diesem Denkmal hochladen | Doppelwohnhaus in offener Bebauung und Schuppen | Konrad-Wachsmann-Straße 51, 53 (Karte) | 1922                                                                               | Firma Christoph und Unmack für Holz-Fertigteilhäuser in Niesky, baugeschichtlich von Bedeutung | 09269407 |
| Direkt Bild zu diesem Denkmal hochladen | Wohnhaus (ehemaliger Wirtschaftstrakt mit Garage einer Villa) der Firma Christoph und Unmack für Holz-Fertigteilhäuser in Niesky, mit den ehemaligen Stallungen (Einzeldenkmale zu ID-Nr. 09300591) | Lessingstraße 4 (Karte) | 1920                                                                               | Einzeldenkmale der Sachgesamtheit Gebäude der Diakonissenanstalt Emmaus; baugeschichtlich und ortsgeschichtlich von Bedeutung | 09269271 |
| Direkt Bild zu diesem Denkmal hochladen | Wohnhaus, gebaut von der Firma Christoph und Unmack für Holz-Fertigteilhäuser in Niesky (Einzeldenkmal zu ID-Nr. 09300591)                                                                          | Lessingstraße 6 (Karte) | 1920                                                                               | Einzeldenkmal der Sachgesamtheit Gebäude der Diakonissenanstalt Emmaus; baugeschichtlich und ortsgeschichtlich von Bedeutung | 09269272 |
| Weitere Bilder                          | Schule | Ludwig-Ey-Straße 29 (Karte) | Um 1880                                                                            | Heute Wohnhaus, regionaltypischer Ziegelbau, ortsgeschichtlich von Bedeutung | 09269487 |
| Direkt Bild zu diesem Denkmal hochladen | Wohnhaus in offener Bebauung mit Schuppen | Martinstraße 18 (Karte) | 1920er Jahre                                                                       | Firma Christoph und Unmack für Holz-Fertigteilhäuser in Niesky, einfachster Typ mit flachem Satteldach, baugeschichtlich von Bedeutung | 09269409 |
| Weitere Bilder                          | Sühnestein (Toter Mann) | Muskauer Straße (etwa 600 Meter nördlich des Ortsausgangs) (Karte)                                                                              | Bezeichnet mit 1722                                                                | Granit, ortsgeschichtlich von Bedeutung | 09269546 |
|                                         | Wohnhaus in geschlossener Bebauung | Muskauer Straße 6 (Karte) | Um 1800                                                                            | Schlichter Baukörper als Zeugnis der ältesten städtischen Bebauung von Niesky, baugeschichtlich und städtebaulich von Bedeutung | 09269333 |
| Weitere Bilder                          | Wohnhaus mit Laden in geschlossener Bebauung | Muskauer Straße 8 (Karte) | Um 1900                                                                            | Anspruchsvolle Architektur mit Jugendstil-Elementen, baugeschichtlich und städtebaulich von Bedeutung | 09269334 |
| Weitere Bilder                          | Haus Zinzendorfheim (ehemalige Herberge zur Heimat): Wohnhaus mit Anbau als Herberge für Handwerksgesellen (Einzeldenkmal zu ID-Nr. 09300591)                                                       | Muskauer Straße 13 (Karte) | 1. Hälfte 19. Jahrhundert (Fachwerkhaus); um 1880 (Massivbau)                      | Einzeldenkmal der Sachgesamtheit Gebäude der Diakonissenanstalt Emmaus; ortsgeschichtlich von Bedeutung | 09269294 |
| Weitere Bilder                          | Wohnhaus und Schmiede mit Beschlagstall | Muskauer Straße 15 (Karte) | 1805                                                                               | Ortsgeschichtlich von Bedeutung | 09269295 |
| Weitere Bilder                          | Amtsgericht | Muskauer Straße 18 (Karte) | Um 1870                                                                            | Fassade geglättet, ortsgeschichtlich von Bedeutung | 09269296 |
| Weitere Bilder                          | Rathaus und Standesamt | Muskauer Straße 20, 22 (Karte) | Um 1905                                                                            | Baugeschichtlich und ortsgeschichtlich von Bedeutung | 09269297 |
| Weitere Bilder                          | Wohnhaus in offener Bebauung | Muskauer Straße 28 (Karte) | Um 1880                                                                            | Gründerzeitlich-klassizistische Fassade, baugeschichtlich und städtebaulich von Bedeutung | 09269299 |
| Weitere Bilder                          | Wohnhaus in offener Bebauung, mit Ladenanbau | Muskauer Straße 29 (Karte) | Um 1886                                                                            | Baugeschichtlich und städtebaulich von Bedeutung | 09269300 |
| Direkt Bild zu diesem Denkmal hochladen | Wohnhaus in halboffener Bebauung | Muskauer Straße 34 (Karte) | Um 1900                                                                            | Mit Doppelgiebel, verhältnismäßig aufwändig gegliederte Fassade, baugeschichtlich und städtebaulich von Bedeutung | 09269302 |
| Direkt Bild zu diesem Denkmal hochladen | Wohnhaus in halboffener Bebauung, mit Einfriedung | Muskauer Straße 36 (Karte) | Nach 1900                                                                          | Verhältnismäßig aufwändige Gestaltung, baugeschichtlich und städtebaulich von Bedeutung | 09269303 |
| Direkt Bild zu diesem Denkmal hochladen | Fertigungsgebäude „Konstruktion“ und Sanitätsstelle (Einzeldenkmale zu ID-Nr. 09300569) | Muskauer Straße 37 (Karte) | Um 1900 (Sozialgebäude); um 1920 (Fertigungs-gebäude)                              | Einzeldenkmale der Sachgesamtheit Rest-Monumente des Stahlbaus Niesky; ortsgeschichtlich von Bedeutung | 09300570 |
|                                         | Warenhaus | Muskauer Straße 39 (Karte) | Um 1960                                                                            | Bauliches Zeugnis der frühen DDR, baugeschichtlich von Bedeutung | 09269305 |
| Weitere Bilder                          | Eisenbahnerwohnhaus mit Nebengebäude | Muskauer Straße 44 (Karte) | Um 1874                                                                            | Eisenbahngeschichtlich von Bedeutung | 09269324 |
| Weitere Bilder                          | Turmgebäude mit Aufzug im Innern und Sgraffito „Waggonbau Niesky OL“ | Muskauer Straße 49 (Karte) | Um 1900 (Turmgebäude); 1950er Jahre (Sgraffito)                                    | Einer der wenigen Reste der ehemals Niesky prägenden Firma Christoph & Unmack, baugeschichtlich und ortsgeschichtlich von Bedeutung | 09269322 |
| Weitere Bilder                          | Wohnhaus mit Nebengebäude | Muskauer Straße 52 (Karte) | Um 1900                                                                            | Regionaltypischer Ziegelbau, baugeschichtlich von Bedeutung | 09269323 |
|                                         | Wohnhaus in offener Bebauung | Neuhofer Straße 1 (Karte) | Um 1920                                                                            | Regionaltypische Ziegelbauweise, baugeschichtlich von Bedeutung | 09269321 |
| Weitere Bilder                          | Bürobaracke | Neuhofer Straße 4, 6 (Karte) | 1940                                                                               | Holzbau der Firma Christoph und Unmack, Niesky, baugeschichtlich und ortsgeschichtlich von Bedeutung | 09269766 |
| Weitere Bilder                          | Wohnhaus und zwei Hofgebäude | Neuhofer Straße 13, 15, 17, 17a (Karte) | 1920er Jahre                                                                       | Firma Christoph und Unmack für Holz-Fertigteilhäuser in Niesky, baugeschichtlich von Bedeutung | 09269320 |
| Direkt Bild zu diesem Denkmal hochladen | Pädagogium der Brüdergemeine; Nebengebäude | Ödernitzer Straße 7b (Karte) | 1850er Jahre                                                                       | Historischer Zusammenhang mit den Gebäuden der Brüdergemeine, ehemaliger Schweinestall, Backstein, ortsgeschichtlich von Bedeutung | 09301951 |
| Direkt Bild zu diesem Denkmal hochladen | Pädagogium der Brüdergemeine; Turnhalle | Ödernitzer Straße 7c (Karte) | 1861                                                                               | Historischer Zusammenhang mit den Gebäuden der Brüdergemeine, Backstein, möglicherweise älteste Schulturnhalle Deutschlands, ortsgeschichtlich von Bedeutung | 09301950 |
| Weitere Bilder                          | Villenartiges Wohnhaus | Ödernitzer Straße 8a (Karte) | Um 1905                                                                            | Im Reformstil der Zeit um 1905, baugeschichtlich von Bedeutung | 09269353 |
| Direkt Bild zu diesem Denkmal hochladen | Ehemalige Missionsschule der Brüdergemeine | Ödernitzer Straße 16 (Karte) | 1890er Jahre                                                                       | Großer Ziegelbau mit Dekor, authentisch, baugeschichtlich und ortsgeschichtlich von Bedeutung | 09269355 |
| Direkt Bild zu diesem Denkmal hochladen | Wohnhaus in offener Bebauung | Pestalozzistraße 1 (Karte) | Um 1850                                                                            | Baugeschichtlich von Bedeutung | 09269298 |
| Direkt Bild zu diesem Denkmal hochladen | Villenartiges Wohnhaus, mit Garten | Pestalozzistraße 7 (Karte) | 1910/1920                                                                          | Anlehnung an den Heimatstil, baugeschichtlich von Bedeutung | 09269540 |
| Direkt Bild zu diesem Denkmal hochladen | Schule mit allen Gebäudeteilen | Pestalozzistraße 24 (Karte) | 1939 bis 1941                                                                      | Ursprünglich erhaltene Anlage des „Heimatstils“ der 1930er Jahre, baugeschichtlich und ortsgeschichtlich von Bedeutung | 09269314 |
| Weitere Bilder                          | Zwei Wassertürme (Einzeldenkmale zu ID-Nr. 09300569) | Plittstraße (Karte) | Um 1900; bezeichnet mit 1928                                                       | Einzeldenkmale der Sachgesamtheit Rest-Monumente des Stahlbaus Niesky; baugeschichtlich und ortsgeschichtlich von Bedeutung | 09300586 |
| Direkt Bild zu diesem Denkmal hochladen | Produktions- und Speichergebäude einer Industriemühle | Plittstraße 2b (Karte) | Um 1920                                                                            | Baugeschichtlich und ortsgeschichtlich von Bedeutung | 09300574 |
| Direkt Bild zu diesem Denkmal hochladen | Rest-Monumente des Stahlbaus Niesky (Sachgesamtheit) | Plittstraße 4 (Muskauer Straße 37) (Karte) | 1890–1930                                                                          | Sachgesamtheit Rest-Monumente des Stahlbaus Niesky mit folgenden Einzeldenkmalen: Fertigungsgebäude „Konstruktion“ und Sanitätsstelle (siehe Muskauer Straße 37, 09300570), zwei Wassertürme (siehe Einzeldenkmale Plittstraße ohne Nr., 09300586) und ehemaliges Verwaltungsgebäude (siehe Einzeldenkmal Plittstraße 4, 09269509); ortsgeschichtlich von Bedeutung | 09300569 |
| Direkt Bild zu diesem Denkmal hochladen | Ehemaliges Verwaltungsgebäude des Stahlbaues (Einzeldenkmal zu ID-Nr. 09300569) | Plittstraße 4 (Karte) | Um 1900                                                                            | Einzeldenkmal der Sachgesamtheit Rest-Monumente des Stahlbaus Niesky; Ziegelgebäude in historisierenden Formen, baugeschichtlich und ortsgeschichtlich von Bedeutung | 09269509 |
| Direkt Bild zu diesem Denkmal hochladen | Doppelwohnhaus in offener Bebauung | Plittstraße 6, 8 (Karte) | 1923                                                                               | Firma Christoph und Unmack für Holz-Fertigteilhäuser in Niesky, baugeschichtlich von Bedeutung | 09269489 |
| Weitere Bilder                          | Altes Krankenhaus Emmaus (Einzeldenkmal zu ID-Nr. 09300591) | Plittstraße 13 (Karte) | 1900                                                                               | Einzeldenkmal der Sachgesamtheit Gebäude der Diakonissenanstalt Emmaus; baugeschichtlich und ortsgeschichtlich von Bedeutung | 09269263 |
| Direkt Bild zu diesem Denkmal hochladen | Haus Waldheim: Krankenhausgebäude der Anstalt mit angebauter Kapelle (Einzeldenkmal zu ID-Nr. 09300591)                                                                                             | Plittstraße 22 (Karte) | Um 1910                                                                            | Einzeldenkmal der Sachgesamtheit Gebäude der Diakonissenanstalt Emmaus; baugeschichtlich und ortsgeschichtlich von Bedeutung | 09269262 |
| Direkt Bild zu diesem Denkmal hochladen | Pfarrhaus von Emmaus (Einzeldenkmal zu ID-Nr. 09300591) | Plittstraße 26 (Karte) | Um 1900                                                                            | Einzeldenkmal der Sachgesamtheit Gebäude der Diakonissenanstalt Emmaus; baugeschichtlich und ortsgeschichtlich von Bedeutung | 09269261 |
|                                         | Wohnhaus in offener Bebauung | Poststraße 7 (Karte) | Bezeichnet mit 1902                                                                | Baugeschichtlich von Bedeutung | 09269284 |
|                                         | Wohnhaus mit rechtwinkeligem Anbau sowie kleinem Ladenanbau und Gartenhaus | Poststraße 8 (Karte) | Bezeichnet mit 1754                                                                | Wohnhaus älteste lokale Baugeneration, wahrscheinlich Gemeine-Kontext, baugeschichtlich von Bedeutung | 09269281 |
| Direkt Bild zu diesem Denkmal hochladen | Saal der Brüdergemeine; Saal der Brüdergemeine | Poststraße 9 (Karte) | 19. Jahrhundert                                                                    | Verändert, ortsgeschichtlich von Bedeutung | 09269287 |
| Weitere Bilder                          | Postamt | Poststraße 10 (Karte) | Späte 1890er Jahre                                                                 | Postgebäude; späthistoristischer Bau mit der typischen aufwändigen Ornamentik, baugeschichtlich und ortsgeschichtlich von Bedeutung | 09269282 |
|                                         | Wohnhaus in offener Bebauung | Poststraße 11 (Karte) | Um 1900                                                                            | Baugeschichtlich von Bedeutung | 09269286 |
|                                         | Wohnhaus in offener Bebauung | Poststraße 12 (Karte) | Um 1900                                                                            | Mit Zierfachwerk und Jugendstileinflüssen, baugeschichtlich von Bedeutung | 09269285 |
|                                         | Haus Luisenruh: Villenartiges Wohnhaus mit Zier-Fachwerk (Einzeldenkmale zu ID-Nr. 09300591) | Poststraße 16 (Karte) | Um 1900                                                                            | Einzeldenkmal der Sachgesamtheit Gebäude der Diakonissenanstalt Emmaus; baugeschichtlich und ortsgeschichtlich von Bedeutung | 09269280 |
| Direkt Bild zu diesem Denkmal hochladen | Haus Sorgenfrei: Villa mit Einflüssen des Reformstils (Einzeldenkmal zu ID-Nr. 09300591) | Poststraße 20 (Karte) | 1910/1920                                                                          | Einzeldenkmal der Sachgesamtheit Gebäude der Diakonissenanstalt Emmaus; baugeschichtlich und ortsgeschichtlich von Bedeutung | 09269260 |
| Direkt Bild zu diesem Denkmal hochladen | Gartenhaus | Poststraße 20 (Karte) | 1921/1922                                                                          | Holzhaus der Firma Christoph & Unmack, authentisch, baugeschichtlich von Bedeutung | 09303001 |
| Direkt Bild zu diesem Denkmal hochladen | Wohnhaus in offener Bebauung | Raschkestraße 8 (Karte) | 1922                                                                               | Firma Christoph und Unmack für Holz-Fertigteilhäuser in Niesky, baugeschichtlich von Bedeutung | 09269491 |
| Direkt Bild zu diesem Denkmal hochladen | Wohnhaus in offener Bebauung | Raschkestraße 10 (Karte) | 1923                                                                               | Firma Christoph und Unmack für Holz-Fertigteilhäuser in Niesky, baugeschichtlich von Bedeutung | 09269492 |
| Direkt Bild zu diesem Denkmal hochladen | Wohnhaus in offener Bebauung | Raschkestraße 12 (Karte) | 1922                                                                               | Firma Christoph und Unmack für Holz-Fertigteilhäuser in Niesky, baugeschichtlich von Bedeutung | 09269493 |
| Direkt Bild zu diesem Denkmal hochladen | Wohnhaus in offener Bebauung | Raschkestraße 14 (Karte) | 1920er Jahre                                                                       | Firma Christoph und Unmack für Holz-Fertigteilhäuser in Niesky, baugeschichtlich von Bedeutung | 09269494 |
| Direkt Bild zu diesem Denkmal hochladen | Fabrikgebäude | Rietschener Straße (Karte) | 1920er Jahre?                                                                      | Bemerkenswerte Holzbinderkonstruktion einer ehemaligen Werkshalle der Firma Christoph & Unmack, u. a. besondere technikgeschichtliche Bedeutung | 09300573 |
| Weitere Bilder                          | Krankenhaus und Altenheim Alt-Emmaus (auch: Landständisches Siechenhaus und Auguste-Victoria-Haus, Luisenheim)                                                                                      | Robert-Koch-Straße 1 (Karte) | Um 1870 (Altenheim); 1899/1900 (Krankenhaus)                                       | Ab 1902 Siechenhaus, ab 1924 Auguste-Viktoria-Haus genannt, dahinter Luisenheim, ortsgeschichtlich von Bedeutung | 09269315 |
| Direkt Bild zu diesem Denkmal hochladen | Häusleranwesen | Rosenstraße 23 (Karte) | Um 1850                                                                            | Zeugnis der frühen Bebauung der Nieskyer Umgebung, sozialgeschichtlich von Bedeutung | 09269357 |
| Weitere Bilder                          | Wandbild am Giebel eines Wohnhauses | Rothenburger Straße 1 (Karte) | 1950er Jahre?                                                                      | Putzritzung, stellt Arbeiter bei der Holzbearbeitung dar, künstlerisch von Bedeutung | 09269390 |
| Weitere Bilder                          | Wohnhaus in offener Bebauung | Rothenburger Straße 4 (Karte) | Um 1800 (Kern)                                                                     | Rest eines Bauern- oder Gutshofes, baugeschichtlich von Bedeutung | 09269388 |
| Weitere Bilder                          | Wohnhaus mit Bäckerei | Rothenburger Straße 6 (Karte) | 1920er Jahre                                                                       | Traditionelle zeitgenössische Formensprache, baugeschichtlich von Bedeutung | 09269387 |
| Weitere Bilder                          | Wohnhaus in offener Bebauung | Rothenburger Straße 8 (Karte) | Um 1920                                                                            | Mit neoklassizistischen Elementen, baugeschichtlich von Bedeutung | 09269386 |
| Weitere Bilder                          | Christuskirche Niesky | Rothenburger Straße 12 (Karte) | 1897–1900                                                                          | Backsteinbau, neuromanisch, baugeschichtlich und ortsgeschichtlich von Bedeutung | 09269385 |
| Direkt Bild zu diesem Denkmal hochladen | Häusleranwesen | Rothenburger Straße 36 (Karte) | Um 1850                                                                            | Zeugnis der frühen Ortserweiterung, baugeschichtlich von Bedeutung | 09269414 |
| Weitere Bilder                          | Häusleranwesen | Rothenburger Straße 61 (Karte) | 1. Hälfte 19. Jahrhundert                                                          | Eingeschossig, Holzkonstruktion im Giebel, baugeschichtlich von Bedeutung | 09269410 |
|                                         | Doppelwohnhaus mit Anbau über Eck | Schenkendorfstraße 2, 4 (Karte) | 1938/1940                                                                          | Zusammenhang mit der Firma Christoph & Unmack für Holz-Fertigteilhäuser in Niesky, baugeschichtlich von Bedeutung | 09300576 |
|                                         | Doppelwohnhaus mit Anbau über Eck | Schenkendorfstraße 5, 7 (Karte) | 1938/1940                                                                          | Zusammenhang mit der Firma Christoph & Unmack für Holz-Fertigteilhäuser in Niesky, baugeschichtlich von Bedeutung | 09300578 |
|                                         | Doppelwohnhaus in offener Bebauung mit Anbau über Eck | Schenkendorfstraße 6, 8 (Karte) | 1938/1940                                                                          | Zusammenhang mit der Firma Christoph & Unmack für Holz-Fertigteilhäuser in Niesky, baugeschichtlich von Bedeutung | 09300577 |
| Direkt Bild zu diesem Denkmal hochladen | Doppelwohnhaus in offener Bebauung mit Anbau über Eck | Schenkendorfstraße 9, 11 (Karte) | 1930er Jahre                                                                       | Zusammenhang mit der Firma Christoph & Unmack für Holz-Fertigteilhäuser in Niesky, baugeschichtlich von Bedeutung | 09300579 |
| Direkt Bild zu diesem Denkmal hochladen | Schule | Schleiermacherstraße 17 (Karte) | 1920er Jahre                                                                       | In zeitgenössischer Formensprache, baugeschichtlich und ortsgeschichtlich von Bedeutung | 09269413 |
| Direkt Bild zu diesem Denkmal hochladen | Doppelwohnhaus in offener Bebauung und Schuppen | Schlesienplatz 1, 3 (Karte) | 1921                                                                               | Firma Christoph und Unmack für Holz-Fertigteilhäuser in Niesky, baugeschichtlich von Bedeutung | 09269504 |
| Direkt Bild zu diesem Denkmal hochladen | Doppelwohnhaus in offener Bebauung und Schuppen | Schlesienplatz 2, 4 (Karte) | 1921                                                                               | Firma Christoph und Unmack für Holz-Fertigteilhäuser in Niesky, baugeschichtlich von Bedeutung | 09269541 |
| Direkt Bild zu diesem Denkmal hochladen | Christliches Gemeinschaftshaus; Gemeindehaus der evangelischen Freikirche | Schlossergasse 3 (Karte) | Um 1910                                                                            | Reformstil, baugeschichtlich von Bedeutung | 09269688 |
| Direkt Bild zu diesem Denkmal hochladen | Gemeindehaus | Schulstraße 2 (Karte) | 1953                                                                               | Einfluss der Nieskyer Holzbautradition, baugeschichtlich von Bedeutung | 09300582 |
| Weitere Bilder                          | Schule | Schulstraße 10 (Karte) | 1934 (Altbau)                                                                      | Bestehend aus 1930er-Jahre-Gebäude mit hohem Walmdach und langem Anbau der 1950er Jahre, baugeschichtlich und ortsgeschichtlich von Bedeutung | 09269383 |
| Direkt Bild zu diesem Denkmal hochladen | Doppelwohnhaus (zusammen mit Konrad-Wachsmann-Straße 6) | Sonnenweg 15 (Karte) | 1923                                                                               | Firma Christoph und Unmack für Holz-Fertigteilhäuser in Niesky, baugeschichtlich von Bedeutung | 09304767 |
|                                         | Dreifachwohnhaus in offener Bebauung | Sonnenweg 17, 19, 21 (Karte) | 1920er Jahre                                                                       | Firma Christoph und Unmack für Holz-Fertigteilhäuser in Niesky, baugeschichtlich von Bedeutung | 09269360 |
| Weitere Bilder                          | Katholische Pfarrkirche St. Josef | Sonnenweg 18 (zwischen Rosenstraße 21 und 23) (Karte)                                                                                           | 1935                                                                               | Durch die Firma Christoph & Unmack für Holz-Fertigteilhäuser als Sonderaufgabe in Niesky 1935 errichtet, Architekt Kurt Lange (Breslau); das querverschalte Schiff mit gotisierenden, spitz zulaufenden Fenstern wird dominiert durch einen integrierten kräftigen Glockenturm mit eingezogenem Pyramidendach; die Dachkonstruktion mit wohl speziell von Christoph & Unmack entwickelten Industriebindern, kleine Apsis; baugeschichtlich und ortsgeschichtlich von Bedeutung | 09269356 |
| Direkt Bild zu diesem Denkmal hochladen | Kindergarten | Sonnenweg 25 (Karte) | 1938/1939                                                                          | Firma Christoph und Unmack für Holz-Fertigteilhäuser in Niesky, baugeschichtlich und ortsgeschichtlich von Bedeutung | 09269362 |
| Direkt Bild zu diesem Denkmal hochladen | Wohnhaus der Firma Christoph und Unmack für Holz-Fertigteilhäuser in Niesky | Spremberger Straße 26 (Karte) | 1934                                                                               | Baugeschichtlich von Bedeutung | 09269318 |
| Direkt Bild zu diesem Denkmal hochladen | Umspannwerk | Spremberger Straße 41 (Karte) | 1920er Jahre                                                                       | Backstein, qualitätvolle Industriearchitektur, technikgeschichtlich von Bedeutung | 09269319 |
| Direkt Bild zu diesem Denkmal hochladen | Wohnhaus in offener Bebauung | Thomas-Mann-Straße 2 (Karte) | Nach 1900                                                                          | Mit Jugendstilornamentik, baugeschichtlich von Bedeutung | 09269350 |
| Direkt Bild zu diesem Denkmal hochladen | Doppelwohnhaus | Thomas-Müntzer-Straße 5, 6 (Karte) | 1938/1940                                                                          | Zusammenhang mit der Firma Christoph & Unmack für Holz-Fertigteilhäuser in Niesky, vgl. Schenkendorfstraße 1/3, 2/4, 6/8, 10/12, 13/15, 17/19, 18/29, baugeschichtlich sowie sozial- und wirtschaftshistorisch von Bedeutung | 09306908 |
| Weitere Bilder                          | Kriegerdenkmal für die Gefallenen des Ersten Weltkrieges | Thüringer Weg (Karte) | Nach 1918                                                                          | Ortsgeschichtlich von Bedeutung | 09269336 |
| Weitere Bilder                          | Zinzendorfplatz | Zinzendorfplatz (Karte) | Ab 1742                                                                            | Bedeutendes Zeugnis der Herrnhuter Städtebauauffassungen, exemplarischer Wert, städtebaulich und ortsgeschichtlich von Bedeutung | 09300465 |
| Weitere Bilder                          | Kirche der Brüdergemeine mit Betsaal | Zinzendorfplatz 1 (Karte) | 1874–1875                                                                          | Baugeschichtlich und ortsgeschichtlich von Bedeutung, neuromanischer Bau | 09269330 |
| Weitere Bilder                          | Pfarrhaus der Brüdergemeine | Zinzendorfplatz 2 (Karte) | 2. Hälfte 18. Jahrhundert                                                          | Barock-klassizistische Gestaltung, baugeschichtlich, ortsgeschichtlich und städtebaulich von Bedeutung | 09269332 |
|                                         | Wohnhaus in Ecklage | Zinzendorfplatz 7 (Karte) | Um 1900                                                                            | Aufwändiger neubarocker Bau, baugeschichtlich und städtebaulich von Bedeutung | 09269327 |
| Weitere Bilder                          | Raschkehaus: Wohnhaus (Umgebinde) | Zinzendorfplatz 8 (Karte) | 1742                                                                               | ältestes Haus von Niesky, baugeschichtlich und ortsgeschichtlich von Bedeutung | 09269326 |
| Weitere Bilder                          | Altes Pädagogium der Unitäts-Anstalt, Verbindungstrakt, Schul- und Internatsgebäudebau der Knaben-Erziehungsanstalt sowie Denkmal für Schleiermacher                                                | Zinzendorfplatz 9, 10, 10b (Karte) | 1746 (Altes Pädagogium); 1895 (Knabenanstalt, Schule und Internat); 1911 (Denkmal) | Ensemble von besonderer baugeschichtlicher und ortsgeschichtlicher Bedeutung (siehe auch Nebengebäude, Ödernitzer Straße 7b und Turnhalle, Ödernitzer Straße 7c) | 09269325 |
|                                         | Reliefdarstellung mit spielenden Kindern | Zinzendorfplatz 12 (Karte) | 1960er Jahre                                                                       | Bedeutendes Beispiel der angewandten Kunst in der DDR um 1960, gezeichnet „Schreiber“, künstlerisch von Bedeutung | 09269347 |
| Weitere Bilder                          | Wohn- und Geschäftshaus in Ecklage | Zinzendorfplatz 14 (Karte) | Um 1895                                                                            | Aufwändige Neurenaissance-Gestaltung, baugeschichtlich von Bedeutung | 09269328 |
|                                         | Brüderhaus der Unität | Zinzendorfplatz 16 (Karte) | 1752                                                                               | Einst Heimstätte für ledige Brüder und Raum für viele Gewerke, siehe auch Bautzener Straße 2 und 4, baugeschichtlich, ortsgeschichtlich und städtebaulich von Bedeutung | 09269329 |
| Direkt Bild zu diesem Denkmal hochladen | Vorsteherhaus der Brüdergemeine | Zinzendorfplatz 17 (Karte) | 2. Hälfte 18. Jahrhundert                                                          | Stark umgebaut, baugeschichtlich und ortsgeschichtlich von Bedeutung | 09269331 |

## Kosel
| Bild                                    | Bezeichnung                                                                                 | Lage                                  | Datierung                                                     | Beschreibung | ID       |
| --------------------------------------- | ------------------------------------------------------------------------------------------- | ------------------------------------- | ------------------------------------------------------------- | --- | -------- |
| Weitere Bilder                          | Spritzenhaus mit Schlauchturm                                                               | Krebaer Straße (Karte)                | 1930er Jahre                                                  | Backstein, ortsgeschichtlich von Bedeutung | 09269435 |
| Direkt Bild zu diesem Denkmal hochladen | Gasthof mit Saalanbau                                                                       | Krebaer Straße 9 (Karte)              | 1865                                                          | Baugeschichtlich und ortsgeschichtlich von Bedeutung                                                                                                | 09269510 |
| Weitere Bilder                          | Herrenhaus des ehemaligen Rittergutes Oberkosel                                             | Krebaer Straße 10 (Karte)             | 2. Hälfte 18. Jahrhundert                                     | Baugeschichtlich und ortsgeschichtlich von Bedeutung                                                                                                | 09269431 |
| Direkt Bild zu diesem Denkmal hochladen | Ehemalige Schule                                                                            | Krebaer Straße 26 (Karte)             | Bezeichnet mit 1903                                           | Backstein, gestalterisch anspruchsvoll, baugeschichtlich und ortsgeschichtlich von Bedeutung                                                        | 09269432 |
| Weitere Bilder                          | Alte Bäckerei als geschlossene Hofanlage mit allen Gebäuden und Gebäudeteilen sowie Scheune | Krebaer Straße 32 (Karte)             | Anfang 19. Jahrhundert                                        | Scheune im hinteren Teil des Grundstücks (Backstein), baugeschichtlich und ortsgeschichtlich von Bedeutung                                          | 09269433 |
| Weitere Bilder                          | Kriegerdenkmal Erster Weltkrieg                                                             | Krebaer Straße 41 (gegenüber) (Karte) | 1920er Jahre                                                  | Denkmal der Erinnerungskultur | 09306822 |
| Direkt Bild zu diesem Denkmal hochladen | Wohnhaus eines Bauernhofs                                                                   | Krebaer Straße 53 (Karte)             | 1. Hälfte 19. Jahrhundert                                     | Baugeschichtlich und sozialgeschichtlich von Bedeutung                                                                                              | 09269437 |
| Direkt Bild zu diesem Denkmal hochladen | Wohnhaus eines Bauernhofs                                                                   | Krebaer Straße 68 (Karte)             | 1. Hälfte 19. Jahrhundert                                     | Baugeschichtlich und sozialgeschichtlich von Bedeutung                                                                                              | 09269438 |
| Weitere Bilder                          | Dorfkirche Kosel                                                                            | Krebaer Straße 69 (Karte)             | 1346 (erstmals erwähnt)                                       | Kleine Saalkirche, Fachwerkkirche, ursprünglich ganz aus Fachwerk (nur an Nordseite erhalten), baugeschichtlich und ortsgeschichtlich von Bedeutung | 09269439 |
| Direkt Bild zu diesem Denkmal hochladen | Pfarrhaus                                                                                   | Krebaer Straße 70 (Karte)             | Nach 1850                                                     | Baugeschichtlich und ortsgeschichtlich von Bedeutung                                                                                                | 09269440 |
| Direkt Bild zu diesem Denkmal hochladen | Herrenhaus des ehemaligen Rittergutes Kosel                                                 | Krebaer Straße 75 (Karte)             | 1. Hälfte 18. Jahrhundert                                     | Barocker Baukörper, stark verändert, baugeschichtlich und ortsgeschichtlich von Bedeutung                                                           | 09269442 |
| Direkt Bild zu diesem Denkmal hochladen | Gedenkstein Völkerschlacht                                                                  | Rosengasse 19 (bei) (Karte)           | 1913                                                          | Denkmal der Erinnerungskultur | 09306823 |
| Direkt Bild zu diesem Denkmal hochladen | Bauernhaus mit integriertem Wirtschaftsteil                                                 | Roter Strumpf 1 (Karte)               | Um 1920                                                       | Backstein, baugeschichtlich und wirtschaftsgeschichtlich von Bedeutung                                                                              | 09269443 |
| Weitere Bilder                          | Denkmal für die Gefallenen des Ersten Weltkrieges                                           | Zedlig (Karte)                        | Nach 1918                                                     | Ortsgeschichtlich von Bedeutung | 09269448 |
| Direkt Bild zu diesem Denkmal hochladen | Herrenhaus mit Sonnenuhr, Scheune und Wirtschaftsgebäude eines Rittergutes                  | Zedlig 10 (Karte)                     | Bezeichnet mit 1845 (an der Sonnenuhr), Haus vielleicht älter | Baugeschichtlich und ortsgeschichtlich von Bedeutung                                                                                                | 09269445 |
| Direkt Bild zu diesem Denkmal hochladen | Ländliches Wohnhaus                                                                         | Zedlig 11 (Karte)                     | 1. Hälfte 19. Jahrhundert                                     | Fachwerk, baugeschichtlich von Bedeutung | 09269446 |

## Ödernitz
| Bild                                    | Bezeichnung                                                                                               | Lage                              | Datierung                                                                                  | Beschreibung | ID       |
| --------------------------------------- | --- | --------------------------------- | ------------------------------------------------------------------------------------------ | --- | -------- |
| Weitere Bilder                          | Wohnhaus in Ecklage                                                                                       | August-Bebel-Straße 105 (Karte)   | Um 1870                                                                                    | Putzbau mit übergiebeltem Mittelrisalit, baugeschichtlich von Bedeutung | 09269420 |
| Weitere Bilder                          | Schule | Brunnenstraße 9 (Karte)           | Um 1910                                                                                    | Gebäude in Ziegelbauweise, baugeschichtlich und ortsgeschichtlich von Bedeutung | 09269417 |
| Direkt Bild zu diesem Denkmal hochladen | Wohnstallhaus und Seitengebäude eines Bauernhofes                                                         | Helmut-Just-Straße 9 (Karte)      | Um 1800                                                                                    | Baugeschichtlich und wirtschaftsgeschichtlich von Bedeutung | 09269415 |
| Direkt Bild zu diesem Denkmal hochladen | Wohnhaus                                                                                                  | Helmut-Just-Straße 20 (Karte)     | Bezeichnet mit 1905                                                                        | Mit Anklängen an den Schweizerstil, baugeschichtlich von Bedeutung | 09269416 |
| Direkt Bild zu diesem Denkmal hochladen | Wohnstallhaus (Obergeschoss Fachwerk) und Scheune eines Vierseithofes                                     | Helmut-Just-Straße 37 (Karte)     | Um 1800                                                                                    | Baugeschichtlich und wirtschaftsgeschichtlich von Bedeutung | 09269419 |
|                                         | Rittergut Ödernitz (Sachgesamtheit)                                                                       | Helmut-Just-Straße 51, 53 (Karte) | 1751–1900                                                                                  | Sachgesamtheit Rittergut Ödernitz, mit folgenden Einzeldenkmalen: Herrenhaus und dreiflügeliger Wirtschaftshof mit Scheunen und Ställen (siehe Einzeldenkmale 09300589) sowie Gutspark (Gartendenkmal); baugeschichtlich und ortsgeschichtlich von Bedeutung | 09269418 |
| Direkt Bild zu diesem Denkmal hochladen | Herrenhaus und dreiflügeliger Wirtschaftshof mit Scheunen und Ställen (Einzeldenkmale zu ID-Nr. 09269418) | Helmut-Just-Straße 51, 53 (Karte) | 2. Hälfte 18. Jahrhundert (Herrenhaus, Kern); 19. Jahrhundert (Wirtschaftshof und Scheune) | Einzeldenkmale der Sachgesamtheit Rittergut Ödernitz; baugeschichtlich und ortsgeschichtlich von Bedeutung | 09300589 |

## See
| Bild                                    | Bezeichnung | Lage                                     | Datierung | Beschreibung | ID       |
| --------------------------------------- | --- | ---------------------------------------- | --- | --- | -------- |
| Direkt Bild zu diesem Denkmal hochladen | Ländliches Wohnhaus, später Gaststätte „Brauerei See“ | An der Kirche 1 (Karte)                  | 2. Hälfte 19. Jahrhundert                                                                                                  | Nach 1900 zum Gaststättengebäude umgebaut und erweitert, Umbau in bemerkenswerten Jugendstilformen, baugeschichtlich, ortsgeschichtlich und städtebaulich von Bedeutung                                   | 09269450 |
| Weitere Bilder                          | Pfarrhaus mit Nebengebäude | An der Kirche 2 (Karte)                  | Bezeichnet mit 1785 im Schlussstein des Korbbogenportals                                                                   | Ortsgeschichtlich von Bedeutung | 09269452 |
| Weitere Bilder                          | Trinitatiskirche am See und Kirchhof, zwei Epitaphien an der Kirchenwand, Reste der Kirchhofsmauer mit zwei Toren sowie Kriegerdenkmale für die Gefallenen des Ersten Weltkrieges und von 1870/71 | An der Kirche 4 (Karte)                  | 1346 erstmals erwähnt (Kirche); 16./17. Jahrhundert (Grabmal); 1885–1899 (Bau im Wesentlichen); nach 1918 (Kriegerdenkmal) | Baugeschichtlich und ortsgeschichtlich von Bedeutung | 09269451 |
| Direkt Bild zu diesem Denkmal hochladen | Gasthof mit Anbau | Lange Straße 1 (Karte)                   | Um 1920 | Ortsgeschichtlich von Bedeutung | 09269463 |
| Direkt Bild zu diesem Denkmal hochladen | Häusleranwesen | Lange Straße 7 (Karte)                   | Um 1850 | Eingeschossig, baugeschichtlich und sozialgeschichtlich von Bedeutung | 09269464 |
| Direkt Bild zu diesem Denkmal hochladen | Häuslerhaus | Lange Straße 8 (Karte)                   | 2. Hälfte 19. Jahrhundert                                                                                                  | Eingeschossig mit Drempel, baugeschichtlich und sozialgeschichtlich von Bedeutung | 09269466 |
| Direkt Bild zu diesem Denkmal hochladen | Häuslerhaus mit Anbau | Lange Straße 10 (Karte)                  | 1. Hälfte 19. Jahrhundert                                                                                                  | Eingeschossig, baugeschichtlich und sozialgeschichtlich von Bedeutung | 09269467 |
| Direkt Bild zu diesem Denkmal hochladen | Häuslerhaus | Lange Straße 19 (Karte)                  | Um 1850 | Holzverkleidet, Fachwerk oder Schrotholz, baugeschichtlich und sozialgeschichtlich von Bedeutung | 09269465 |
| Direkt Bild zu diesem Denkmal hochladen | Häuslerhaus | Lange Straße 35 (Karte)                  | Um 1860 | Baugeschichtlich und sozialgeschichtlich von Bedeutung | 09269469 |
|                                         | Rittergut, Schloss und Schlosspark See (Sachgesamtheit) | Martin-Voß-Straße 24 (Karte)             | Bezeichnet mit 1783 (im Schlussstein des Portals)                                                                          | Sachgesamtheit Schloss See mit folgenden Einzeldenkmalen: Schloss und Einfriedung (siehe Einzeldenkmale 09300590) sowie Schlosspark (Gartendenkmal); baugeschichtlich und ortsgeschichtlich von Bedeutung | 09269449 |
|                                         | Schloss und Einfriedung (Einzeldenkmale zu ID-Nr. 9269449) | Martin-Voß-Straße 24 (Karte)             | Bezeichnet mit 1783 (im Schlussstein des Portals)                                                                          | Einzeldenkmale der Sachgesamtheit Schloss See; baugeschichtlich und ortsgeschichtlich von Bedeutung | 09300590 |
| Weitere Bilder                          | Mord- und Sühnekreuz | Martin-Voß-Straße 27 (gegenüber) (Karte) | 15./16. Jahrhundert | Ortsgeschichtlich von Bedeutung | 09300583 |
| Direkt Bild zu diesem Denkmal hochladen | Wohnhaus eines ehemaligen Gutshofes | Martin-Voß-Straße 30 (Karte)             | Bezeichnet mit 1747 (im Schlussstein des Portals)                                                                          | Authentischer Rest des Wirtschaftshofes, baugeschichtlich von Bedeutung | 09269338 |
|                                         | Schule | Martin-Voß-Straße 32 (Karte)             | Bezeichnet mit 1901 | Putzbau mit Backsteinornamentik, baugeschichtlich und ortsgeschichtlich von Bedeutung | 09269455 |
| Direkt Bild zu diesem Denkmal hochladen | Häuslerhaus | Martin-Voß-Straße 36 (Karte)             | Um 1850 | Eingeschossig, baugeschichtlich und sozialgeschichtlich von Bedeutung | 09269456 |
| Direkt Bild zu diesem Denkmal hochladen | Ländliches Wohnhaus | Martin-Voß-Straße 41 (Karte)             | Um 1860 | Mit Drempel, Bestandteil der Ortskernstruktur, baugeschichtlich von Bedeutung | 09269457 |
| Direkt Bild zu diesem Denkmal hochladen | Ländliches Wohnhaus mit Laden | Martin-Voß-Straße 43 (Karte)             | 1903 (Auskunft) | Bestandteil der Ortskernstruktur, baugeschichtlich von Bedeutung | 09269453 |
| Direkt Bild zu diesem Denkmal hochladen | Wohnhaus | Martin-Voß-Straße 48 (Karte)             | Um 1870 | Eingeschossig mit Drempel, baugeschichtlich von Bedeutung | 09269461 |
| Direkt Bild zu diesem Denkmal hochladen | Häuslerhaus | Martin-Voß-Straße 71 (Karte)             | 1. Hälfte 19. Jahrhundert                                                                                                  | Breitgelagert, eingeschossig, baugeschichtlich und sozialgeschichtlich von Bedeutung | 09269460 |
| Direkt Bild zu diesem Denkmal hochladen | Häuslerhaus | Martin-Voß-Straße 97 (Karte)             | 1. Hälfte 19. Jahrhundert                                                                                                  | Eingeschossig, baugeschichtlich und sozialgeschichtlich von Bedeutung | 09269473 |
| Direkt Bild zu diesem Denkmal hochladen | Wohnhaus und Scheune eines Bauernhofes | Martin-Voß-Straße 101 (Karte)            | Nach 1900 | Baugeschichtlich und wirtschaftsgeschichtlich von Bedeutung | 09269475 |
| Direkt Bild zu diesem Denkmal hochladen | Bauernhaus | Martin-Voß-Straße 103 (Karte)            | 18. Jahrhundert | Weitgehend authentisch, eingeschossig, baugeschichtlich und sozialgeschichtlich von Bedeutung | 09269474 |
| Direkt Bild zu diesem Denkmal hochladen | Wohnhaus und Seitengebäude | Mittelstraße 40 (Karte)                  | Bezeichnet mit 1902 | Regionaltypischer Ziegelbauten, wahrscheinlich Gutszusammenhang, baugeschichtlich von Bedeutung | 09269472 |
| Direkt Bild zu diesem Denkmal hochladen | Wohnhaus und zwei Seitengebäude eines Bauernhofes | Postweg 5 (Karte)                        | Um 1900 | Regionaltypische Ziegelbauweise, baugeschichtlich und wirtschaftsgeschichtlich von Bedeutung | 09269462 |
| Direkt Bild zu diesem Denkmal hochladen | Bahnwärterhaus und Nebengebäude | Sandstraße 3 (Karte)                     | Um 1890 | Typische Ziegelbauweise, authentisch, eisenbahngeschichtlich von Bedeutung | 09269471 |

## Stannewisch
| Bild                                    | Bezeichnung                                       | Lage                   | Datierung              | Beschreibung                                                                                        | ID       |
| --------------------------------------- | ------------------------------------------------- | ---------------------- | ---------------------- | --------------------------------------------------------------------------------------------------- | -------- |
| Direkt Bild zu diesem Denkmal hochladen | Scheune mit Holzkonstruktion, teils Blockbauweise | Gartenweg 11 (Karte)   | Spätes 19. Jahrhundert | Baugeschichtlich von Bedeutung                                                                      | 09269481 |
| Weitere Bilder                          | Denkmal für die Gefallenen des Ersten Weltkriegs  | Hauptstraße (Karte)    | Nach 1918              | Form eines abgestumpften Obelisken, ortsgeschichtlich von Bedeutung                                 | 09269483 |
| Direkt Bild zu diesem Denkmal hochladen | Scheune eines Anwesens                            | Hauptstraße 29 (Karte) | 19. Jahrhundert        | Fachwerk-Scheune, original erhalten mit Umschrot und Lehmausfachung, baugeschichtlich von Bedeutung | 09269482 |

## Streichungen von der Denkmalliste

### Streichungen von der Denkmalliste (Niesky)
| Bild                                    | Bezeichnung                                     | Lage                                   | Datierung    | Beschreibung | ID       |
| --------------------------------------- | ----------------------------------------------- | -------------------------------------- | ------------ | --- | -------- |
| Direkt Bild zu diesem Denkmal hochladen | Wohnhaus                                        | Blockhausstraße 23 (Karte)             | 1932         | Firma Christoph und Unmack für Holz-Fertigteilhäuser in Niesky, baugeschichtlich von Bedeutung. Zwischen 2019 und 2024 aus der Denkmalliste gestrichen. | 09269363 |
| Direkt Bild zu diesem Denkmal hochladen | Doppelwohnhaus in offener Bebauung und Schuppen | Fritz-Schubert-Straße 36, 38 (Karte)   | 1919         | Firma Christoph und Unmack für Holz-Fertigteilhäuser in Niesky, baugeschichtlich von Bedeutung. Zwischen 2019 und 2024 aus der Denkmalliste gestrichen. | 09269394 |
|                                         | Doppelwohnhaus (zusammen mit Sonnenweg 15)      | Konrad-Wachsmann-Straße 6 (Karte)      | 1923         | Firma Christoph und Unmack für Holz-Fertigteilhäuser in Niesky, baugeschichtlich von Bedeutung. Zwischen 2019 und 2024 aus der Denkmalliste gestrichen. | 09269358 |
| Weitere Bilder                          | Stellwerk                                       | Muskauer Straße (Bahnübergang) (Karte) | Um 1900      | Eisenbahngeschichtlich von Bedeutung; am 9. November 2017 abgerissen                                                                                    | 09301083 |
| Direkt Bild zu diesem Denkmal hochladen | Stellwerk                                       | Neuhofer Straße (Karte)                | Um 1910      | Putz-Ziegel-Bauweise, eisenbahngeschichtlich von Bedeutung. Zwischen 2018 und 2020 abgerissen.                                                          | 09269317 |
| Weitere Bilder                          | Beton-Freiplastik                               | Platz der Jugend (Karte)               | 1970er Jahre | Künstlerisch von Bedeutung. 2018 abgerissen. | 09300567 |

### Streichungen von der Denkmalliste (Kosel)
| Bild                                    | Bezeichnung                                                      | Lage                                            | Datierung                 | Beschreibung | ID       |
| --------------------------------------- | ---------------------------------------------------------------- | ----------------------------------------------- | ------------------------- | --- | -------- |
| Direkt Bild zu diesem Denkmal hochladen | Grabstätte der ehemaligen Gutsbesitzerfamilie von Uslar-Gleichen | (am Ortsrand, hinter Krebaer Straße 11) (Karte) | Nach 1925                 | Drei behauene Findlinge mit Aufschrift, ortsgeschichtlich von Bedeutung; nach 2014 von der Denkmalliste gestrichen                    | 09301389 |
| Weitere Bilder                          | Ländliches Wohnhaus                                              | Zedlig 14 (Karte)                               | 1. Hälfte 19. Jahrhundert | Fachwerk, hochgradig authentisch, bau- und sozialgeschichtlich von Bedeutung. Zwischen 2019 und 2024 aus der Denkmalliste gestrichen. | 09269444 |

### Streichungen von der Denkmalliste (See)
| Bild                                    | Bezeichnung | Lage                    | Datierung                 | Beschreibung                                                                                             | ID       |
| --------------------------------------- | ----------- | ----------------------- | ------------------------- | --- | -------- |
| Direkt Bild zu diesem Denkmal hochladen | Häuslerhaus | Lange Straße 12 (Karte) | 1. Hälfte 19. Jahrhundert | Eingeschossig, baugeschichtlich und sozialgeschichtlich von Bedeutung; zwischen 2008 und 2014 abgerissen | 09269468 |

### Streichungen von der Denkmalliste (Stannewisch)
| Bild                                    | Bezeichnung               | Lage                | Datierung       | Beschreibung | ID       |
| --------------------------------------- | ------------------------- | ------------------- | --------------- | --- | -------- |
| Direkt Bild zu diesem Denkmal hochladen | Scheune eines Bauernhofes | Gartenweg 1 (Karte) | 19. Jahrhundert | Fachwerk-Scheune mit bemerkenswerter Konstruktion, baugeschichtlich von Bedeutung; nach 2014 von der Denkmalliste gestrichen | 09269480 |

## Tabellenlegende
- Bild: Bild des Kulturdenkmals, ggf. zusätzlich mit einem Link zu weiteren Fotos des Kulturdenkmals im Medienarchiv Wikimedia Commons. Wenn man auf das Kamerasymbol klickt, können Fotos zu Kulturdenkmalen aus dieser Liste hochgeladen werden:
- Bezeichnung: Denkmalgeschützte Objekte und ggf. Bauwerksname des Kulturdenkmals
- Lage: Straßenname und Hausnummer oder Flurstücknummer des Kulturdenkmals. Die Grundsortierung der Liste erfolgt nach dieser Adresse. Der Link (Karte) führt zu verschiedenen Kartendiensten mit der Position des Kulturdenkmals. Fehlt dieser Link, wurden die Koordinaten noch nicht eingetragen. Sind diese bekannt, können sie über ein Tool mit einer Kartenansicht einfach nachgetragen werden. In dieser Kartenansicht sind Kulturdenkmale ohne Koordinaten mit einem roten bzw. orangen Marker dargestellt und können durch Verschieben auf die richtige Position in der Karte mit Koordinaten versehen werden. Kulturdenkmale ohne Bild sind an einem blauen bzw. roten Marker erkennbar.
- Datierung: Baubeginn, Fertigstellung, Datum der Erstnennung oder grobe zeitliche Einordnung entsprechend des Eintrags in der sächsischen Denkmaldatenbank
- Beschreibung: Kurzcharakteristik des Kulturdenkmals entsprechend des Eintrags in der sächsischen Denkmaldatenbank, ggf. ergänzt durch die dort nur selten veröffentlichten Erfassungstexte oder zusätzliche Informationen
- ID: Vom Landesamt für Denkmalpflege Sachsen vergebene, das Kulturdenkmal eindeutig identifizierende Objekt-Nummer. Der Link führt zum PDF-Denkmaldokument des Landesamtes für Denkmalpflege Sachsen. Bei ehemaligen Kulturdenkmalen können die Objektnummern unbekannt sein und deshalb fehlen bzw. die Links von aus der Datenbank entfernten Objektnummern ins Leere führen. Ein ggf. vorhandenes Icon  führt zu den Angaben des Kulturdenkmals bei Wikidata.